# Ривер Еџ (Њу Џерзи)
Ривер Еџ (енгл. River Edge) град је у америчкој савезној држави Њу Џерзи.

## Демографија
По попису из 2010. године број становника је 11.340, што је 394 (3,6%) становника више него 2000. године.
| Група             | 2000.         | 2010.         |
| Белци             | 8.758 (80,0%) | 7.669 (67,6%) |
| Афроамериканци    | 116 (1,1%)    | 172 (1,5%)    |
| Азијати           | 1.379 (12,6%) | 2.516 (22,2%) |
| Хиспаноамериканци | 581 (5,3%)    | 869 (7,7%)    |
| Укупно            | 10.946        | 11.340        |